# 帕泰尔诺波利
帕泰尔诺波利（義大利語：Paternopoli），是意大利阿韦利诺省的一个市镇。总面积18平方公里，人口2577人，人口密度143.2人/平方公里（2009年）。ISTAT代码为064070。